# Turó del Tancat
El Turó del Tancat és una muntanya de 119 metres que es troba al municipi de Sitges, a la comarca del Garraf.